# أم الغار (إدلب)
أم الغار قرية سورية تتبع ناحية مركز جسر الشغور في منطقة جسر الشغور في محافظة إدلب. بلغ عدد سكانها 204 نسمة في عام 2004 حسب إحصاء المكتب المركزي للإحصاء.